# Аутсорсинг продаж
Аутсорсинг продаж — одна из разновидностей аутсорсинга бизнес-процессов, включает в себя такие инструменты как исходящий телемаркетинг, приём и обработка входящих звонков, e-mail рассылка и другие вида директ-маркетинга, CRM и пр.
Понятие аутсорсинга продаж появилось относительно недавно, хотя применение аутсорсинга в других сферах деятельности вполне привычно. Суть аутсорсинга продаж состоит в частичной или полной передаче функций внутрифирменного отдела продаж внешней компании (аутсорсеру).

## Основные виды аутсорсинга продаж
- аутсорсинг части процесса продаж (поиск клиентов, ведение переговоров);
- аутсорсинг ориентированный на определенный сегмент покупателей (географическое положение, культурные особенности и пр.)
- аутсорсинг ориентированный на конкретный продукт.

## Недостатки использования
- уровень профессионализма сотрудников аутсорсера может оказаться недостаточным;
- возможное отсутствие знаний нюансов и конъюнктуры рыночного сегмента компании-принципала у аутсорсера;
- наличие рисков утечки информации;
- негативное влияние на имидж компании-принципала, в случае недобросовестного исполнения аутсорсером своих обязанностей;
- увеличение времени обратной связи с клиентом в аварийных случаях.

## Проблема недоверия к аутсорсингу сбыта
В настоящее время в России аутсорсинг становится всё популярнее. Большое количество компаний делегируют ряд функций внутрифирменных подразделений аутсорсерам. Однако эта тенденция не всегда распространяется на сбыт, поскольку зачастую компании считают продажи своим основным видом деятельности.
В своей книге «Аутсорсинг в продажах» Эрин Андерсон (Erin Anderson) и Боб Тринкл (Bob Trinkl) выделяют четыре основных причины недоверия менеджеров к выведению функции сбыта за рамки компании:
1. Укоренившееся представление о торговых представителях как о «посредниках», которые не заслуживают дополнительной оплаты в случае успеха.
2. Недооценка затрат, связанных с наличием внутрифирменных сбытовых подразделений.
3. Отсутствие вопроса об аутсорсинге в повестке дня исполнительных и финансовых директоров фирмы.
4. Обеспокоенность проблемой снижения управляемости структурами, занимающимися сбытом продукции.

## Преимущества использования
Как и у любого вида аутсорсинга, главной целью аутсорсинга продаж является снижение издержек, а именно:
- экономия на налогах, страховых, пенсионных и прочих отчислениях;
- экономия на содержании и сервисном обслуживании рабочего места сотрудника;
- отсутствие «текучки» кадров (собственных менеджеров по продажам)
- использование аутсорсинговой организацией специализированных методик и технологий;
- концентрация компании-принципала на профильной деятельности;
- освобождение внутренних ресурсов фирмы;
- непрерывная работа аутсорсера (отсутствие отпусков и больничных);
- прерывание сотрудничества в любой момент (если предусмотрено договором);
- снижение рисков, связанных с реализацией процесса продаж
- реализация непрофильных товаров и услуг.

Однако, в отличие от многих форм аутсорсинга, выгоды делегирования функции продаж состоят не только в уменьшении затрат, но и в повышении экономической эффективности сбыта, за счёт специализации компании-аутсорсера на данном виде деятельности.

## Особенности
Аутсорсинг продаж подразумевает тесное сотрудничество, так как успех аутсорсера зависит от успеха принципала.
В отличие от дистрибьюторских или дилерских сетей, выступающих в качестве подрядчиков, а также интернет компаний и иных посредников, приглашенная торговая структура не вправе осуществлять продажи продукции конкурирующих фирм в период действия договоров на оказание аутсорсинговых продаж. Однако, сегодня это редкая практика и аутсорсер может сотрудничать с несколькими конкурирующими фирмами.
В ряде случаев (уникальность товара или услуги; затруднение при оценке эффективности результатов деятельности продавцов; обязанности продавцов не связанные со сбытом (после продажное обслуживание, участие в разработке маркетинговой стратегии, сбор маркетинговых данных, подготовка отчетов)), выбор того как осуществлять продажами, через внутренние подразделения или при помощи аутсорсера, нередко склоняется в пользу первого.